# Machinehead
«Machinehead» es el quinto y último sencillo de la banda británica de rock alternativo Bush en su primer álbum Sixteen Stone. Fue lanzada en 9 de abril de 1996.

## Video musical
El vídeo musical fue dirigido por Shawn Mortensen el 21 de noviembre de 1995 en Londres y Portmouth. Se pueden ver algunos lugares de Sheperd's Bush, donde los miembros de la banda solían vivir. El perro Winston de Gavin Rossdale también está en el vídeo.

## Lista
| Lista (1996)                          | Posición |
| ------------------------------------- | -------- |
| Canadian RPM Singles Chart            | 40       |
| Canadian RPM Alternative 30           | 1        |
| UK Singles Chart                      | 48       |
| U.S. Billboard Hot 100                | 43       |
| U.S. Billboard Hot 100 Airplay        | 24       |
| U.S. Billboard Modern Rock Tracks     | 4        |
| U.S. Billboard Mainstream Rock Tracks | 4        |

## En apariciones
- Se reproduce al inicio de cada Columbus Blue Jackets partido de hockey cara a cara antes de la apertura.
- El luchador Jim Steele utiliza esta canción como un tema de entrada en la All Japan Pro Wrestling .
- La canción aparece en el videojuego como Guitar Hero: Warriors of Rock,[2] Madden NFL 11, Saints Row: The Third y Rocksmith 2014.
- La canción fue incluida en Cold Case en el episodio "El Plan".
- La canción fue utilizada como el tema principal de Pablo Finebaum programa de radio.
- La canción fue hecha disponible para su descarga el 7 de febrero de 2012 para el juego de Rock Band 3 y el modo PRO utilización real de la guitarra / bajo, y MIDI kits de batería electrónica compatible/teclados más armonías vocales.[3]
- Una versión instrumental de la canción se presentó en los DVD de Elimination Chamber de WWE.